# Federico Lanzillota
Federico Lanzillotta (Aldo Bonzi, Buenos Aires, Argentina, 1 de diciembre de 1992) es un futbolista argentino. Juega de portero, actualmente se encuentra sin equipo.  l.

## Trayectoria

### Nueva Chicago
Lanzillota es un jugador surgido de la cantera del club Nueva Chicago. que debutó en el año 2012. Firmó su primer contrato con la institución a finales de temporada 2011/12.
Para la temporada 2012/13, Lanzillota disputó tan solo 3 partidos y se consolidó como el tercer arquero del plantel. Su equipo terminó descendiendo a la tercera categoría del fútbol argentino.
En la siguiente temporada su equipo disputaría el torneo de la Primera B 2013/14 aunque seguiría acentándose como el tercer arquero de su equipo, atrás de Nicolás Tauber y Daniel Monllor. Su equipo lograría el tan ansiado ascenso a la Primera B Nacional con la llegada del técnico Pablo Guede sumado a la experiencia del plantel.
Durante el segundo semestre del 2014, fue al banco de suplentes en casi todos los partidos del campeonato. Su equipo logró el ascenso a la Primera División, siendo el tercer ascenso en la carrera del entonces joven arquero.
El viernes 23 de enero de 2015, Nueva Chicago visitó en Ecuador al Deportivo Cuenca en lo que fue la Noche Colorada, donde este equipo presenta año a año a sus refuerzos de cara al inicio de la respectiva temporada. Éste fue el primer partido internacional en la historia de Nueva Chicago, y él fue titular el empate final 1 a 1. Unos días más tarde, volvió a ser titular en lo que fue el segundo partido por la gira en Ecuador, esta vez frente a Liga de Loja de ese mismo país. Su primer partido en la máxima categoría del fútbol argentino fue contra Argentinos Juniors debido a la lesión de Nicolás Tauber en dicho encuentro y la fractura de Alejandro Sánchez semanas antes. Gracias a los buenos rendimientos, Lanzillota mantuvo la titularidad pasando de ser el tercer arquero al arquero titular. Desde ese partido hasta la última jornada, Lanzillota disputó los 7 encuentros restantes. Su mejor partido fue en el Clásico contra Vélez en la victoria de su equipo por 2 a 1, el primer triunfo de Chicago en la historia en el José Amalfitani. Debido a sus buenos rendimientos, fue observado por equipos de la Primera División luego de descender a la Primera B Nacional.
Ya a principio de 2016, con la intención de mejorar su situación económica y de adquirir más continuidad, debido a que el arquero titular Alejandro Sánchez se había recuperado, el arquero emigró del club que lo formó en condición de jugador libre.

### Argentinos Juniors
En enero de 2016 fichó en la Asociación Atlética Argentinos Juniors de la Primera División de Argentina luego de finalizar su contrato con Nueva Chicago. Durante el campeonato disputó 10 partidos aunque su equipo terminó descendiendo a la Primera B Nacional. No obstante ello y debido a su gran proyección y rendimiento el club de La Paternal le compra el pase y le realiza un contrato profesional hasta 2020, afirmándose como titular en el equipo de Argentinos Juniors que termina la competición consiguiendo así el campeonato y el ascenso. En el partido por Copa Argentina  frente a Instituto Atlético Central Córdoba, Federico Lanzillota sufre una lesión que lo dejaría fuera de las canchas toda la temporada siguiente. Volvería a jugar por la misma competición casi un año después frente a Club Atlético Independiente (Chivilcoy) por los 32avos de final de la Copa Argentina 2017-18.
El 24 de enero del 2025, tras pasar en 2024 por Aucas, a pedido del entrenador argentino Flavio Robatto ficha por Bolívar pero en mayo del mismo año, el club boliviano decide ya no contar con sus servicios por mal rendimiento y descontento de la hinchada celeste.

## Estadísticas

### Clubes
| Club                         | Div.                | Temporada           | Liga  | Liga  | Copas nacionales | Copas nacionales | Torneos internacionales | Torneos internacionales | Total | Total |
| Club                         | Div.                | Temporada           | Part. | Goles | Part.            | Goles            | Part.                   | Goles                   | Part. | Goles |
| ---------------------------- | ------------------- | ------------------- | ----- | ----- | ---------------- | ---------------- | ----------------------- | ----------------------- | ----- | ----- |
| Nueva Chicago Argentina      | 3.ª                 | 2011-12             | 1     | 0     | —                | —                | —                       | —                       | 1     | 0     |
| Nueva Chicago Argentina      | 2.ª                 | 2012-13             | 3     | -3    | —                | —                | —                       | —                       | 3     | -3    |
| Nueva Chicago Argentina      | 2.ª                 | 2013-14             | 0     | 0     | —                | —                | —                       | —                       | 0     | 0     |
| Nueva Chicago Argentina      | 2.ª                 | 2014                | 0     | 0     | —                | —                | —                       | —                       | 0     | 0     |
| Nueva Chicago Argentina      | 1.ª                 | 2015                | 7     | -8    | —                | —                | —                       | —                       | 7     | -8    |
| Nueva Chicago Argentina      | Total club          | Total club          | 11    | -11   | 0                | 0                | 0                       | 0                       | 11    | -11   |
| Argentinos Juniors Argentina | 1.ª                 | 2016                | 10    | -12   | —                | —                | —                       | —                       | 10    | -12   |
| Argentinos Juniors Argentina | 2.ª                 | 2016-17             | 37    | -18   | 1                | -1               | —                       | —                       | 38    | -19   |
| Argentinos Juniors Argentina | 1.ª                 | 2017-18             | 0     | 0     | 1                | -1               | —                       | —                       | 1     | -1    |
| Argentinos Juniors Argentina | 1.ª                 | 2018-19             | 5     | -6    | 1                | -1               | —                       | —                       | 6     | -7    |
| Palestino · Chile            | 1.ª                 | 2019                | 3     | -3    | —                | —                | —                       | —                       | 3     | -3    |
| Palestino · Chile            | 1.ª                 | 2020                | 1     | -1    | —                | —                | —                       | —                       | 0     | 0     |
| Palestino · Chile            | Total club          | Total club          | 4     | -4    | 0                | 0                | 0                       | 0                       | 4     | -4    |
| Argentinos Juniors Argentina | 1.ª                 | 2021                | 15    | -17   | —                | —                | —                       | —                       | 15    | -17   |
| Argentinos Juniors Argentina | 1.ª                 | 2022                | 43    | -42   | 2                | -1               | —                       | —                       | 45    | -43   |
| Argentinos Juniors Argentina | 1.ª                 | 2023                | 16    | -17   | 0                | 0                | 3                       | -2                      | 19    | -19   |
| Argentinos Juniors Argentina | Total club          | Total club          | 126   | -112  | 5                | -4               | 3                       | -2                      | 134   | -118  |
| Aucas · Ecuador              | 1.ª                 | 2024                | 17    | -24   | 2                | -2               | 2                       | -3                      | 21    | -29   |
| Aucas · Ecuador              | Total club          | Total club          | 17    | -24   | 2                | -2               | 2                       | -3                      | 21    | -29   |
| Total en su carrera          | Total en su carrera | Total en su carrera | 158   | -151  | 7                | -6               | 5                       | -5                      | 170   | -162  |
| 1. 2. 3.                     |                     |                     |       |       |                  |                  |                         |                         |       |       |

## Palmarés
| Campeonato                 | Club               | País      | Año     |
| -------------------------- | ------------------ | --------- | ------- |
| Ascenso a B Nacional       | Nueva Chicago      | Argentina | 2011-12 |
| Ascenso a B Nacional       | Nueva Chicago      | Argentina | 2013-14 |
| Ascenso a Primera División | Nueva Chicago      | Argentina | 2014    |
| Primera B Nacional         | Argentinos Juniors | Argentina | 2017    |